# BJW認定世界ストロングヘビー級王座
BJW認定世界ストロングヘビー級王座（ビー・ジェー・ダブリューにんていせかいストロングヘビーきゅうおうざ）は、大日本プロレスが管理、認定している王座。

## 歴史
かつてBJW認定ヘビー級王座が存在していたがBJW認定デスマッチヘビー級王座に吸収されて封印されたため、ストロングBJの活躍に見合う王座が存在せずデスマッチBJに転向するか他団体のシングル王座を狙うかという状態が続いていた。
2012年3月26日、大日本プロレス後楽園ホール大会で開催された「一騎当千〜strong climb〜」に優勝した佐々木義人が王座の創設を訴えた。4月7日、ライセンス契約を結んでいるCZWとwXwによるプロレス同盟「ワールドトライアングル」の象徴として王座の創設を発表。5月5日、大日本プロレス横浜文化体育館大会で行われた初代王座決定戦に勝利した佐々木が初代王者になった。

## 歴代王者
| 歴代   | 選手       | 戴冠回数 | 防衛回数 | 戴冠日付       | 獲得場所 （対戦相手・その他）          |
| ------ | ---------- | -------- | -------- | -------------- | -------------------------------------- |
| 初代   | 佐々木義人 | 1        | 5        | 2012年5月5日   | 横浜文化体育館 ビッグバン・ウォルター  |
| 第2代  | 征矢学     | 1        | 1        | 2013年1月2日   | 後楽園ホール                           |
| 第3代  | 関本大介   | 1        | 10       | 2013年3月1日   | 後楽園ホール 返上                      |
| 第4代  | 石川晋也   | 1        | 2        | 2014年2月7日   | 後楽園ホール 河上隆一 返上             |
| 第5代  | 石川修司   | 1        | 1        | 2014年12月21日 | 横浜文化体育館 河上隆一                |
| 第6代  | 関本大介   | 2        | 1        | 2015年3月31日  | 後楽園ホール                           |
| 第7代  | 岡林裕二   | 1        | 3        | 2015年7月20日  | 両国国技館                             |
| 第8代  | 神谷英慶   | 1        | 1        | 2016年7月24日  | 両国国技館                             |
| 第9代  | 関本大介   | 3        | 1        | 2016年12月18日 | 横浜文化体育館                         |
| 第10代 | 鈴木秀樹   | 1        | 5        | 2017年3月30日  | 後楽園ホール                           |
| 第11代 | 橋本大地   | 1        | 2        | 2017年12月17日 | 横浜文化体育館                         |
| 第12代 | 鈴木秀樹   | 2        | 5        | 2018年4月15日  | ススキノ・マルスジム                   |
| 第13代 | 関本大介   | 4        | 3        | 2018年11月11日 | 両国国技館                             |
| 第14代 | 岡林裕二   | 2        | 2        | 2019年5月5日   | 横浜文化体育館                         |
| 第15代 | 佐藤耕平   | 1        | 1        | 2019年8月25日  | 名古屋国際会議場イベントホール         |
| 第16代 | 橋本大地   | 2        | 6        | 2019年11月4日  | 両国国技館                             |
| 第17代 | 岡林裕二   | 3        | 2        | 2020年10月21日 | 後楽園ホール                           |
| 第18代 | 中之上靖文 | 1        | 6        | 2021年1月2日   | 後楽園ホール                           |
| 第19代 | 野村卓矢   | 1        | 3        | 2021年9月20日  | シャトレーゼ ガトーキングダム サッポロ |
| 第20代 | 岡林裕二   | 4        | 8        | 2022年1月2日   | 後楽園ホール                           |
| 第21代 | 青木優也   | 1        | 11       | 2023年5月4日   | 横浜武道館                             |
| 第22代 | 神谷英慶   | 2        | 1        | 2024年10月14日 | シャトレーゼ ガトーキングダム サッポロ |
| 第23代 | 橋本大地   | 3        | 1        | 2025年5月5日   | 横浜武道館                             |